# Goodyera macrophylla
Goodyera macrophylla is een orchidee. De soort is endemisch op het eiland Madeira en is er zeer zeldzaam.
De plant groeit vooral op de voor de eilanden typische laurierbossen of laurisilva.

## Naamgeving enetymologie
- Synoniemen: Epipactis macrophylla (Lowe) A. A. Eaton (1908), Orchiodes macrophyllum (Lowe) Kuntze (1891), Peramium macrophyllum (Lowe) Soó (1928)
- Engels: The Large Leaved Goodyera

Het geslacht is vernoemd naar de 15de-eeuwse Engelse botanicus John Goodyer. De soortaanduiding macrophylla is een samenstelling van Oudgrieks μακρός. makros (groot) en φύλλον, phullon (blad).

## Kenmerken
Goodyera macrophylla is een kleine tot middelgrote overblijvende terrestrische orchidee met een stevige, rechtopstaande, onbehaarde groene bloemstengel. De zes tot negen glanzend, donkergroene, puntig-ovale bladeren zitten in een basaal bladrozet en zijn min of meer voorzien van witte, netvormige nerven. Hoger op de stengel staan nog kleinere, schutbladachtige stengelblaadjes. De bloeiwijze is een tot 20 cm hoge, eindstandige, dichte tot ijle cilindrische aar met tot zestig bloemen.
De bloempjes zijn tot 13 mm lang, wit met groene nerven. De laterale kelkbladen zijn horizontaal uitgespreid, het bovenste kelkblad vormt samen met de smalle bovenste kroonbladen een klein helmpje. Zowel de kelkbladen als het vruchtbeginsel zijn donzig behaard. De schutbladeren zijn langer dan de vruchtbeginsels.
De bloeitijd is van september tot november, maar de plant komt slechts zelden in bloei.

## Habitat, verspreiding en voorkomen
Goodyera macrophylla heeft een voorkeur voor schaduwrijke kliffen en ravijnen in het plaatselijke laurierbos of laurisilva, vooral plaatsen onder invloed van passaatwinden, op hoogtes van 1000 tot 1400 m.
Goodyera macrophylla is endemisch op het Portugese eiland Madeira, waar hij vooral in het noorden en in het midden voorkomt.

## Bedreigingen en bescherming
Van de plant zijn slechts zeven populaties bekend, met ongeveer vijftig volwassen planten. De IUCN-status is 'Kritiek'.
De voornaamste bedreigingen zijn vertrapping, lawines en instortingen en concurrentie met invasieve exoten.
...  · 
G. macrophylla · 
G. repens (Dennenorchis) · 
...